# Skrapstadsjön
Skrapstadsjön är en sjö i Sävsjö kommun i Småland och ingår i Lagans huvudavrinningsområde. Sjön har en area på 0,328 kvadratkilometer och ligger 222 meter över havet. Sjön avvattnas av vattendraget Sävsjöån.

## Delavrinningsområde
Skrapstadsjön ingår i det delavrinningsområde (636639-143255) som SMHI kallar för Utloppet av Skrapstadssjön. Medelhöjden är 254 meter över havet och ytan är 37,25 kvadratkilometer. Det finns inga delavrinningsområden uppströms utan avrinningsområdet är högsta punkten. Sävsjöån som avvattnar avrinningsområdet har biflödesordning 3, vilket innebär att vattnet flödar genom totalt 3 vattendrag innan det når havet efter 234 kilometer. Delavrinningsområdet består mestadels av skog (61 procent), öppen mark (10 procent) och jordbruk (18 procent). Avrinningsområdet har 0,33 kvadratkilometer vattenytor vilket ger det en sjöprocent på 0,9 procent. Bebyggelsen i området täcker en yta av 1,62 kvadratkilometer eller 4 procent av avrinningsområdet.